# L'important c'est de tuer
Pour plus de détails, voir Fiche technique et Distribution.
L'important c'est de tuer est un poliziottesco yougoslavo-hispano-italien réalisé par Sergio Garrone et sorti en 1979.

## Synopsis
Joseph, voleur professionnel, est engagé par un gang pour s'emparer de bijoux et d'argent volés. Lorsque les relations avec le gang commencent à s'envenimer, Joseph cache le butin et se lie d'amitié avec Claudia et Jimmy, un boxeur noir.

## Fiche technique
- Titre français : L'important c'est de tuer ou L'important c'est le fric[1]
- Titre original italien : Il braccio violento della mala[2]
- Titre espagnol : Dinero maldito[3]
- Réalisateur : Sergio Garrone
- Scénario : Sergio Garrone, Fernando Orozco, H.S. Valdés
- Photographie : Lorenzo Cebrian
- Montage : Gianfranco Amicucci
- Musique : Vassili Kojucharov
- Décors : Paco Rosella
- Maquillage : Adela Vasquez
- Production : Jacinto Ferrer, Zeljko Kunkera
- Société de production : Huracán Films, Kundera, Dany Film
- Pays de production :  Italie -  Espagne -  Yougoslavie
- Langue originale : italien
- Format : Couleurs par Eastmancolor - 2,35:1 - 35 mm
- Durée : 90 minutes
- Genre : Poliziottesco
- Dates de sortie :
  - Espagne : 19 février 1979
  - Italie : 20 février 1979
  - France : 2 juin 1982

## Distribution
- Alberto Dell'Acqua : Joseph
- Daniela Giordano : Claudia
- Dan Forrest : Jimmy
- Víctor Israel (es) : Morgan
- Mara Ruano :
- Nando Poggi :
- Víctor Ruiz :
- Gaston Ribeiro :